# Niedernai
Niedernai (Duits: Niederehnheim, Elzassisch: Nìdernahn) is een gemeente in het Franse departement Bas-Rhin (regio Grand Est). De plaats maakt deel uit van het arrondissement Sélestat-Erstein. Niedernai telde op 1 januari 2022 1.239 inwoners.

## Geografie
De oppervlakte van Niedernai bedroeg op 1 januari 2022 11,33 vierkante kilometer; de bevolkingsdichtheid was toen 109,4 inwoners per km².

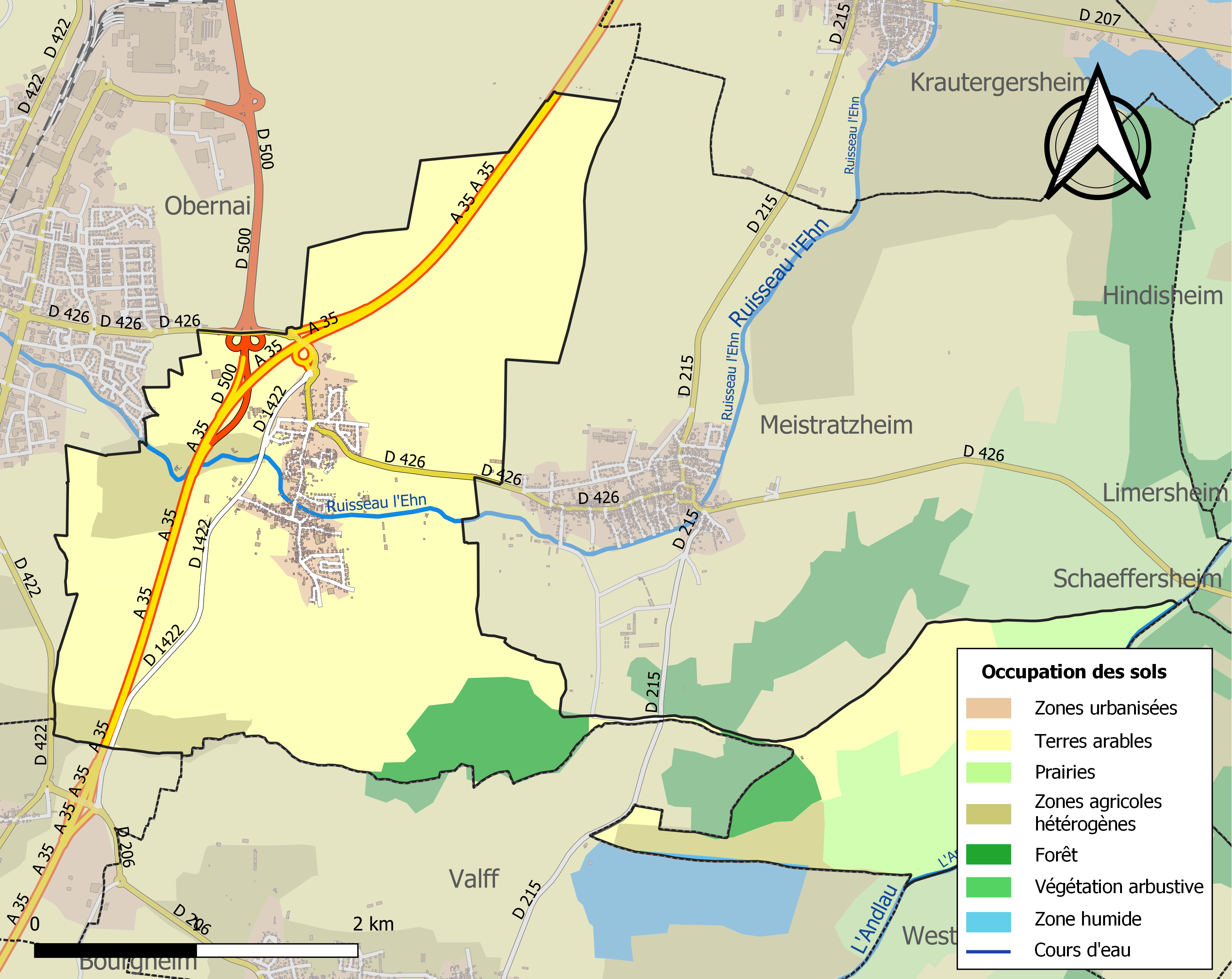
Kaart van de gemeente met de belangrijkste infrastructuur, bodemgebruik en omliggende gemeenten

## Demografie
Onderstaande figuur toont het verloop van het inwonertal (bron: INSEE-tellingen).